# Jürg Baur
Jürg Baur (født 11. november 1918 i Düsseldorf, Tyskland - død 31. januar 2010) var en tysk komponist, pianist og lærer.
Baur studerede komposition og klaver på Musikhøjskolen i Köln (1937-1948). Han har skrevet fire symfonier, orkesterværker, kammermusik, opera, instrumentalværker etc. Baur var i den første del af sit liv inspireret af Bela Bartok, men senere slog han over i tolvtone teknik inspireret af Anton Webern. Han var lærer i komposition på Robert Schumann Højskolen i Düsseldorf og senere på Musikhøjskolen i Köln (1965-1990). Modtog bl.a. Robert Schumann Prisen (1957), og blev æresmedlem af det Tyske Musikråd (1988). Baur´s speciale var orkestermusikken, og specielt symfonierne og koncerterne som hører til hans hovedværker.

## Udvalgte værker
- Symfoni nr. 1 "Sinfonia Montana" (1953) - for orkester
- Symfoni nr. 2 "Sinfonia Breve" (1974) - for orkester
- Symfoni nr. 3 "Sinfonia Pathetic" (1983 - for orkester
- Symfoni nr. 4 "Sinfonia sine Nomine" (1999) - for orkester
- Romano Koncert (1982) - for obo og orkester
- Kammerkoncert "Jagten på den forsvundende Tid" (1975) - for blokfløjte og kammerorkester